# Cristoforo Sabbadino
Cristoforo Sabbadino (* 1489 in Chioggia; † 3. März 1560 in Venedig), auch „il Moretto“ genannt, war der erste Ratgeber der Republik Venedig in Fragen der Sicherheit der Lagune. Darüber hinaus war er Proto, also erster Techniker des Magistrato alle Acque, des für die Wasserwege zuständigen Amtes. Er war der Verantwortliche für hydrologische Fragen insbesondere bei der Umlenkung der Flüsse, die in die Lagune strömten. Mit seinem Trattato della acque hinterließ er eine hydrologische Analyse der Gewässer rund um Venedig.

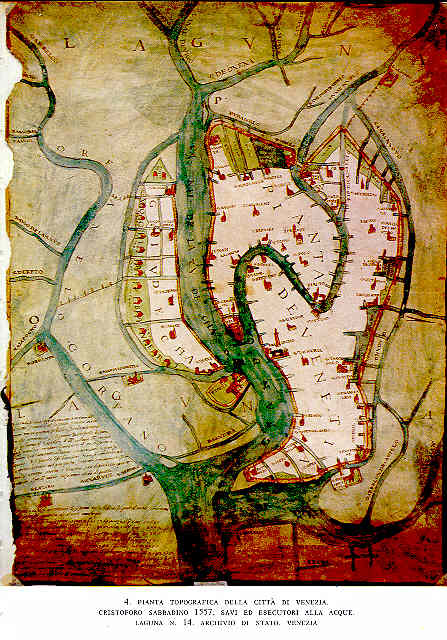
Plan Sabbadinos von 1557 in dem er diejenigen Fondamenta markierte, die ausgeweitet oder neu geschaffen werden sollten.

Bis 1531 hatte sich Sabbadino einen guten Ruf erarbeitet, 1542 wurde er mit dem Titel ingegnero in sein Amt gewählt. Von Anfang an war ihm bewusst, wie hoch der Wert der Lagune für Venedig einzuschätzen war.
Mit Alvise Corner geriet er in einen Streit um sein Vorhaben, den Piano di sviluppo e di sistemazione idraulica di Venezia. Er sollte als Vorlage zum Umbau der Lagune dienen. Dieser Plan war als Antwort auf die Vorschläge Cornaros gedacht, den Brenta direkt in die Adria umzuleiten, um eine Verlandung der Lagune zu verhindern. Zwar stimmte ihm Sabbadino zu, doch wehrte er sich gegen die Abriegelung der Lagune. Er begriff, dass das Hauptproblem die Vertiefung der Lagune und der Kanäle sein würde. Daher schlug er vor, das beim Ausbau Venedigs gewonnene Material zu verwenden – er hatte dabei eine Ausdehnung der Stadt südlich der Giudecca vor Augen, also zwischen San Francesco della Vigna und San Giovanni e Paolo. Die dazu notwendigen Mittel sollten dadurch wieder hereingebracht werden, dass das neue Land verkauft wurde.
Alvise Cornaro schlug dagegen 1560 einen Mauerring vor; ihm schwebte eine Ausdehnung der Stadt Richtung Festland vor. Damit wandte er sich gegen die verbreitete Ansicht, Venedig müsse eine Stadt ohne Stadtmauer bleiben, deren Schutzwall die Lagune sei. Im Gegenteil machte er weitergehende Vorschläge, um die Stadt vom Wasser ab- und dem Land zuzuwenden.